# Opus (miasto)
Opus – najważniejsze miasto  starożytnej Lokrydy wschodniej (Lokrydy Opunckiej), położone nad brzegiem Zatoki Eubejskiej. W tradycji uchodziło za ojczyznę Patroklosa